# The Kingdoms of Ruin
The Kingdoms of Ruin (はめつのおうこく, Hametsu no ōkoku) est une série de manga japonaise par yoruhashi. Elle est prépubliée dans le Monthly Comic Garden de Mag Garden depuis avril 2019. Une adaptation en série d'animation produite par le studio Yokohama Animation Laboratory est diffusée depuis octobre 2023.

## Synopsis
Adonis est un jeune homme amoureux de Chloé, une sorcière qui lui a appris la magie. Toutefois, l’Empire de Rydia dans lequel il vit décide de se reposer uniquement sur les machines et de se débarrasser de toute trace de magie. Après avoir vu sa bien-aimée mourir sous ses yeux dans cette purge, Adonis se met en quête de vengeance.

## Personnages
Adonis (アドニス, Adonisu)
Voix japonaise : Kaito Ishikawa
Doroka (ドロカ)
Voix japonaise : Azumi Waki
Chloé (クロエ, Kuroe)
Voix japonaise : Ryoko Shiraishi

## Manga
Écrit et illustré par yoruhashi, The Kingdoms of Ruin est prépublié dans le magazine manga shōnen Monthly Comic Garden de Mag Garden à partie du 5 avril 2019. Il est également sérialisé sur les sites Manga Doa, Mag Comi, pixiv Comic. En avril 2025, treize volumes tankōbon sont parus.
Une version française de l'œuvre est éditée par Kana depuis juin 2021.

### Liste des volumes
| no | Japonais         | Japonais          | Français           | Français          |
| no | Date de sortie   | ISBN              | Date de sortie     | ISBN              |
| -- | ---------------- | ----------------- | ------------------ | ----------------- |
| 1  | 10 octobre 2019  | 978-4-800-00901-2 | 4 juin 2021        | 978-2-5050-8805-9 |
| 2  | 10 février 2020  | 978-4-800-00937-1 | 3 septembre 2021   | 978-2-5050-8994-0 |
| 3  | 7 août 2020      | 978-4-800-01001-8 | 14 janvier 2022    | 978-2-5050-8995-7 |
| 4  | 10 février 2021  | 978-4-800-01048-3 | 18 mars 2022       | 978-2-5051-1478-9 |
| 5  | 10 août 2021     | 978-4-800-01121-3 | 2 septembre 2022   | 978-2-5051-1479-6 |
| 6  | 9 février 2022   | 978-4-800-01172-5 | 31 mars 2023       | 978-2-5051-1480-2 |
| 7  | 9 septembre 2022 | 978-4-800-01244-9 | 29 septembre 2023  | 978-2-5051-2086-5 |
| 8  | 10 mars 2023     | 978-4-800-01308-8 | 8 mars 2024        | 978-2-5051-2638-6 |
| 9  | 10 octobre 2023  | 978-4-800-01376-7 | 27 septembre 2024  | 978-2-5051-2639-3 |
| 10 | 8 février 2024   | 978-4-800-01420-7 | 7 février 2025     | 978-2-5051-3004-8 |
| 11 | 11 juillet 2024  | 978-4-800-01473-3 | 1er septembre 2025 | 978-2-5051-3329-2 |
| 12 | 9 janvier 2025   | 978-4-800-01540-2 | —                  |                   |
| 13 | 10 avril 2025    | 978-4-800-01579-2 | —                  |                   |

## Anime
Une adaptation en série d'animation est annoncée le 1er février 2023. La série est produite par le studio Yokohama Animation Laboratory et réalisée par Keitaro Motonaga, avec Takamitsu Kono chargé de la composition de la série, Hiromi Kato concevant les personnages et Miki Sakurai, Shu Kanematsu et Hanae Nakamura composant la musique. La série est diffusée à partir du 7 octobre 2023, au Japon sur le bloc de programmes Animeism de MBS TV, TBS TV et BS-TBS. La version francophone est diffusée en simulcast sur Crunchyroll.
Hana Hope interprète le générique de début intitulé Kieru Made (消えるまで), tandis que Who-ya Extended (ja) interprète le générique de fin intitulé Prayer.
En raison de l'arrestation de l'acteur Junya Ikeda (en), soupçonné de fraude, quelques jours après la première diffusion de l'épisode no 3, dans lequel il interprète le personnage d'Oz Gorgius, une nouvelle version de l'épisode est produite, avec Anri Katsu (ja) comme nouvelle voix, pour les diffusions ultérieures et l'édition en Bluray.

### Liste des épisodes
| No | Titre français              | Titre japonais              | Titre japonais         | Date de 1re diffusion |
| No | Titre français              | Kanji                       | Rōmaji                 | Date de 1re diffusion |
| -- | --------------------------- | --------------------------- | ---------------------- | --------------------- |
| 1  | Le début du commencement    | はじまり はじまり           | Hajimari hajimari      | 7 octobre 2023        |
| 2  | Feux des cieux              | ヘイブンファイア            | Heibunfaia             | 14 octobre 2023       |
| 3  | Douce mort                  | やさしい死                  | Yasashi ishi           | 21 octobre 2023       |
| 4  | Le pays des sorcières       | 魔女の国                    | Majo no kuni           | 28 octobre 2023       |
| 5  | Joie sur le monde           | もろびとこぞりて            | Morobito kozorite      | 4 novembre 2023       |
| 6  | La sorcière Doroka          | 魔女ドロカ                  | Majo Doroka            | 11 novembre 2023      |
| 7  | Stand by him. Stand by her. | Stand by him. Stand by her. |                        | 18 novembre 2023      |
| 8  | Le sacre                    | 戴冠式                      | Taikanshiki            | 25 novembre 2023      |
| 9  | Mamuta, le pays de la mort  | 亡国マムタ                  | Bōkoku Mamuta          | 2 décembre 2023       |
| 10 | La perte de la vue          | 失われるまなざし            | Ushinawareru manazashi | 9 décembre 2023       |
| 11 | L'adoubement                | 騎士化                      | Naitofōru              | 16 décembre 2023      |
| 12 | Amour et vengeance          | 愛と復讐                    | Ai to fukushū          | 23 décembre 2023      |